# Olaf V.
Olaf V. ili Olav V. (Appleton House, Norfolk, Engleska, 2. srpnja 1903. – Oslo, 17. siječnja 1991.), norveški kralj od 1957. do 1991. godine iz dinastije Schleswig-Holstein-Sonderburg-Glücksburg, ogranka dinastije Oldenburg. Bio je drugi kralj od proglašenja norveške neovisnosti 1905. godine.

## Životopis
Rodio se kao sin norveškog kralja Haakona VII. i kraljice Maud Velške, kćeri britanskog kralja Eduarda VII. Školovao se na norveškoj vojnoj akademiji i na Sveučilištu Oxford, gdje je studirao političke znanosti, povijest i ekonomiju. U mladosti se istaknuo kao sportaš te je osvojio zlatnu olimpijsku medalju u jedriličarstvu na Olimpijskim igrama 1928. godine u Amsterdamu.
Dana 21. ožujka 1929. godine Olaf se oženio sa svojom prvom rođakinjom Martom Švedskom († 1954.), unukom švedskog kralja Oskara II., s kojom je imao troje djece. Za vrijeme putovanja u SAD 1939. godine, par je uspostavio prijateljske veze s američki predsjednik Franklinom D. Rooseveltom.
Kao krunski princ sudjelovao je u Drugom svjetskom ratu protiv nacističke Njemačke. Nakon što se uspješno odupirao Nijemcima dva mjeseca, izbjegao je zajedno s ocem i vladom u Veliku Britaniju u lipnju 1940. godine. Tijekom boravka u Engleskoj, sudjelovao je u tajnim pregovorima sa SAD-om, naoružavao je norveške borce za slobodu, sudjelovao u radu izbjegličke vlade i oglašavao se putem radija svojim sunarodnjacima. Predsjednik Roosevelt osigurao je kraj Washingtona utočište za prijestolonasljednikovu ženu i njihovo troje djece. Godine 1944. imenovan je vrhovnim zapovjednikom norveških oružanih snaga.
Vratio se u Norvešku 13. svibnja 1945. godine, nekoliko tjedana prije svog oca i za to vrijeme je nakratko obnašao dužnost regenta. Tu dužnost je ponovno obnašao od 1955. godine, nakon što je njegov otac doživio nesreću.
Poslije očeve smrti 1957. godine, naslijedio je norveško prijestolje. Budući da je bio udovac, ulogu prve dame obnašala je njegova kći, princeza Astrid, a uživao je i potporu svog sina i prijestolonasljednika, princa Haralda V. Vladao je kao ustavni monarh i zaštitnik demokratskog poretka u zemlji. Umro je 1991. godine od posljedica srčanog udara, poslije čega ga je naslijedio sin Harald V. kao treći kralj na modernom norveškom prijestolju.

## Vanjske poveznice
|  | Zajednički poslužitelj ima još gradiva o temi Olaf V. |

- Olav V. Hrvatska enciklopedija
- Olav (Olaf) V. Proleksis enciklopedija
- Olav V Britannica
- Olav V., norveški kralj 33 godine i junak pokreta otpora, umro u 87-oj - nytimes.com
- Umro Olav V., drugi monarh moderne Norveške - washingtonpost.com
- Kralj Olav V. (1903.-1991.) - royalcourt.no

| Prethodnik:               | norveški kralj (1957.-1991.) | Nasljednik:          |
| Haakon VII. (1905.-1957.) | norveški kralj (1957.-1991.) | Harald V. (od 1991.) |